# Hans Scheuerecker

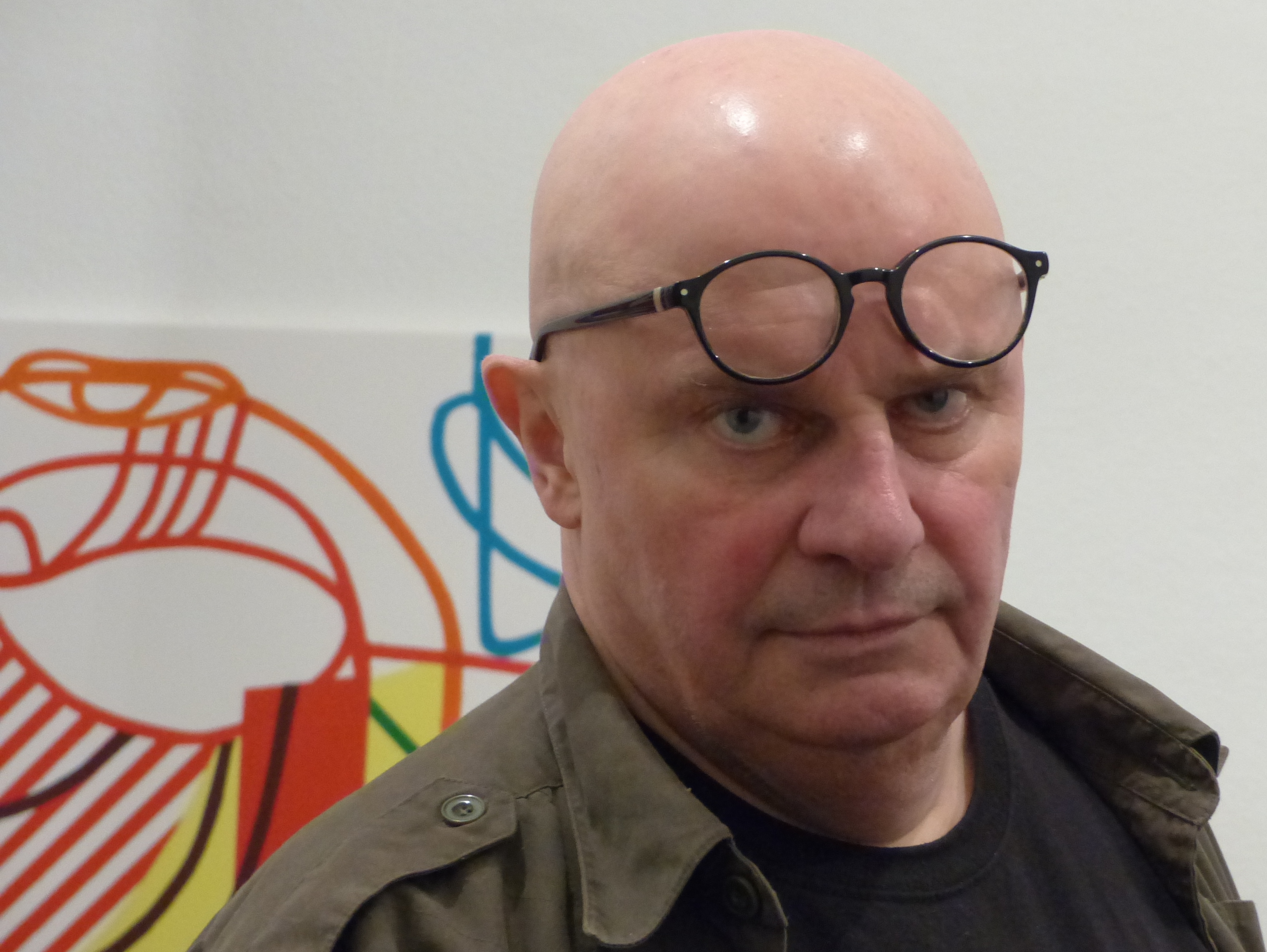
Hans Scheuerecker, 2015

Hans Scheuerecker (* 7. August 1951 in Römhild) ist ein deutscher Maler und Grafiker. Er lebt in Cottbus.

## Werdegang
Nach seiner Schulzeit absolvierte er von 1967 bis 1969 eine Lehre als Elektromonteur in Eisenhüttenstadt. Nach dem Wehrdienst siedelte Hans Scheuerecker 1971 nach Cottbus über, wo er sich zwei Jahre als Praktikant im Malsaal des Staatstheaters Cottbus verdingte. Von 1973 bis 1979 übte er die unterschiedlichsten Tätigkeiten wie Bühnentechniker, Schlosser, Handlanger auf dem Bau, Babysitter, Plakatankleber, Pförtner und Kinokartenabreißer aus.
Ende 2020 heiratete Scheuerecker seine langjährige Lebenspartnerin Bianca Noack.

## Malerei
Seine Bewerbung zum Malereistudium an die Hochschule für Bildende Künste Dresden im Jahr 1975 wurde abgelehnt, ebenso seine 1978 eingereichte Kandidatur im Verband der Bildenden Künstler der DDR. Im Jahr 1979 wurde er jedoch über den Zentralvorstand aufgenommen und arbeitet seit dieser Zeit freischaffend in Cottbus. Von 1982 bis 1986 hatte er einen Lehrauftrag an der Zweigstelle der Hochschule für Bildende Künste Dresden in Cottbus inne.
Von 1982 bis 1991 gab es eine s/w-Periode, 1984 begann er mit der aktionistischen Arbeit, 1989 die Zusammenarbeit mit der Rock/Punk-Gruppe Sandow, für die er Bühnenbilder, Plattencover und Ähnliches entwarf. Ab 1990 wandte er sich wieder intensiv dem Tafelbild zu. Hans Scheuerecker ist der erste Träger des Kunstpreises des Landes Brandenburg, den er 1992 erhielt. 1995 war er mit einem Stipendium zu Gast in Rio de Janeiro (Brasilien).
Scheuerecker bleibt eine große Einzelschau am Ort seines Wirkens, die schon für 2011 vorgesehen war, weiterhin verwehrt. Die Direktorin des Kunstmuseums Dieselkraftwerk warf Scheuerecker vor, er habe Termine nicht eingehalten und so die Vorbereitung der Werksschau behindert, was dieser allerdings bestreitet, und sagte die auf Oktober 2013 gesetzte Ausstellung ab.

## Plastische Arbeiten
Das plastische Arbeiten begann er 1996 und sorgte vier Jahre später für Aufregung, als seine grafische „Skulptur 2000“ (schwarzer Stahl, ca. 4,5 × 3 m) an zentraler Stelle in Cottbus installiert wurde. Zeitgleich erhielt er den Auftrag, das Foyer des Cottbuser Rathauses zu gestalten. Dies setzte er mit schwarzen Intarsien in grauem Granit um. 2003 strahlte der Rundfunk Berlin-Brandenburg einen Dokumentarfilm über ihn mit dem Titel „Träumer im Paradies“ aus.

## Ausstellungen (Auswahl)
Seit 1972 bestritt Hans Scheuerecker ca. 50 Einzelausstellungen und 60 Ausstellungsbeteiligungen unter anderem in:
- Cottbus (Brandenburgische Kunstsammlungen)
- Leipzig (Galerie Eigen+Art)
- Dresden (Staatliche Kunstsammlungen, Kupferstich-Kabinett)
- Berlin (Staatliche Museen, Nationalgalerie)
- Leipzig (Museum der Bildenden Künste)
- Leverkusen (Museum Morsbroich)
- Hamburg (Kunsthalle)
- Paris (La Vilette)
- Mainz (Gutenberg-Museum)
- Erfurt (Angermuseum)
- Frankfurt/Main (Dresdner Bank, IG Metall)
- Halberstadt (Martinikirche)
- Rio de Janeiro (Museum of Modern Art)
- Wels bei Wien (Aktionsmalerei)

Weiterhin:
- „Skulptur 2000“ in Cottbus aufgestellt, 2000
- Gestaltung des Foyers im Rathaus Cottbus, 2000
- „Kelch des Eros“ 12. Juli 2008 bis 17. September 2008 Stadtmuseum Cottbus
- „Traumland“ 29. Juli 2009 bis 11. November 2009  Vattenfall Cottbus
- „HerzKopfDinge“ Kunstsammler zeigen Scheuerecker,  4. August 2011 bis 29. September 2011, Rathaus Cottbus, Neumarkt 5
- „Der weiße Schal“ Sperl Galerie Potsdam, 8. März 2015 bis 30. Mai 2015
- „Lia Ànima“ Galerie Ines Schulz Dresden, 2017
- „Letzter Kuss von Pola“ Galerie Ines Schulz Dresden, 2019
- „Das tätowierte Mädchen“ Galerie Ines Schulz Dresden, 2023

## Arbeiten im öffentlichen Besitz (Auswahl)
- Beeskow (Burgmuseum)

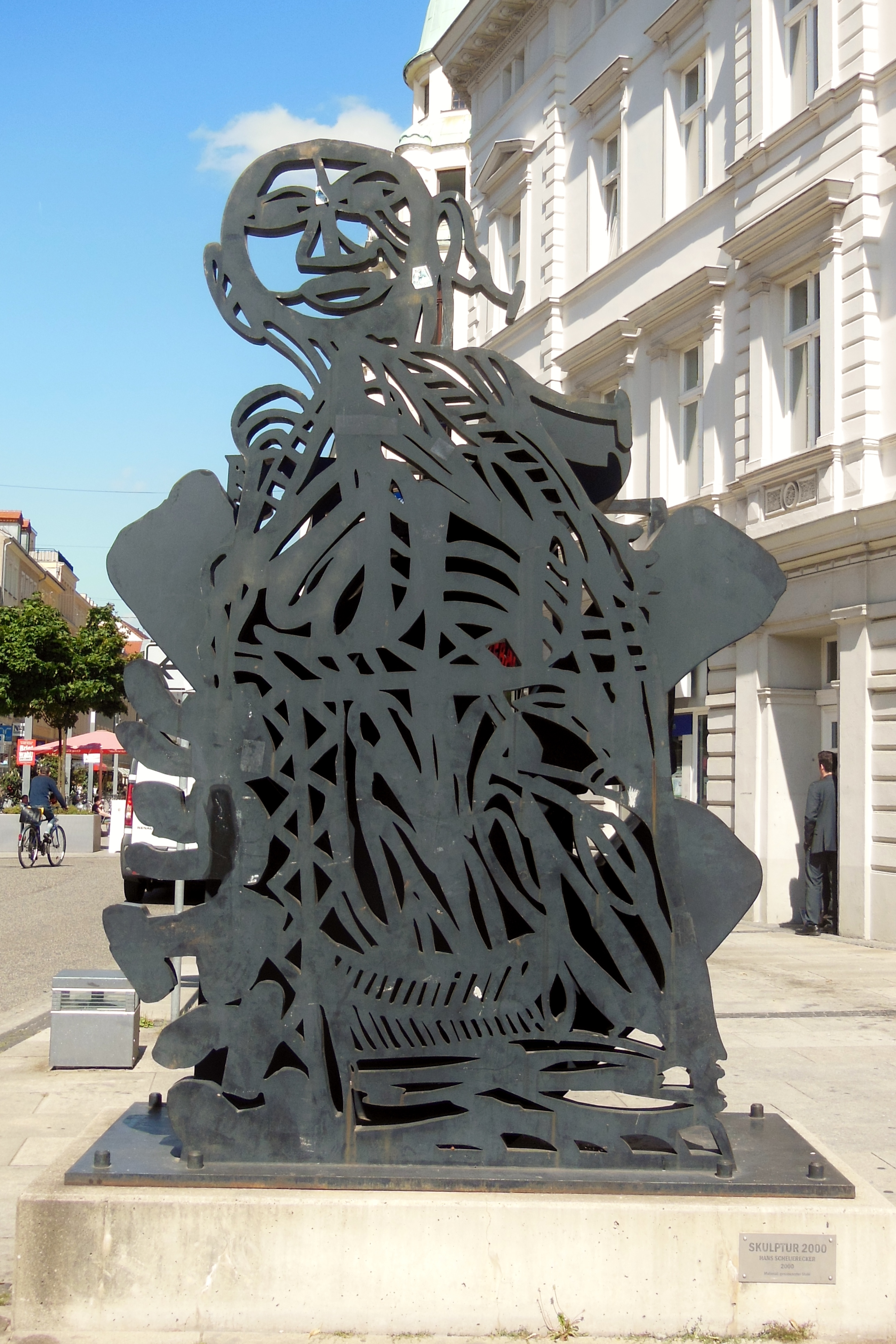
Skulptur 2000 in der Spremberger Straße in Cottbus

- Berlin (Staatliche Museen Preußischer Kulturbesitz, Kupferstichkabinett und Sammlung der Zeichnungen)
- Cottbus (Brandenburgische Kunstsammlungen)
- Dresden (Staatliche Museen, Kupferstich-Kabinett)
- Frankfurt/Main (Deutsche Bank)
- Frankfurt (Oder) (Galerie Junge Kunst)
- Schwerin (Staatliches Museum)
- Senftenberg (Schlossmuseum, Kunstsammlung der Lausitz)
- Rio de Janeiro (Museum of Modern Art)

Zahlreiche Werke befinden sich national und international in privaten Sammlungen.

## Veröffentlichungen
- Hans Scheuerecker: glücklich war ich nie. 1999; Auflage: 400 Stück
- Steve Sabor und Hans Scheuerecker: Wir sind, was wir werden wollten. Mit originalen Siebdrucken; edition MiNoTAURUS 1999; Auflage: 200 Exemplare
- Hans Scheuerecker und Steve Sabor: Ambivalenz. 2000; Format 50 × 30 cm; Auflage: 120 Exemplare
- Hans Scheuerecker: Skizzen 2001. edition MiNoTAURUS 2001; Auflage: 300 Exemplare; ISBN 3-936165-11-4
- Steve Sabor: Für unterwegs & Tage, die ohnehin vertrödelt sind; Illustrationen von Hans Scheuerecker. Der Fabrik Verlag, Cottbus 2008, ISBN 978-3-00-025082-8
- Steve Sabor und Hans Scheuerecker: Die Fünf Minuten. Steinbruch 2002; 365 Gedichte u. 365 Zeichnungen. Technosatz/Copy.worXX; Auflage: 16 Exemplare
- Steve Sabor und Hans Scheuerecker: Zwischenstand II 2003. S. Sabor 365 Gedichte; H. Scheuerecker 365 Zeichnungen. Auflage: 100 nummerierte und signierte Exemplare; ISBN 3-9809347-0-5
- Steve Sabor und Hans Scheuerecker: Labor 04 Ausnahmezustand. S. Sabor 365 Gedichte; H. Scheuerecker 365 Zeichnungen. Auflage 50 nummerierte und signierte Exemplare
- Steve Sabor: Rot glüht der Himmel Rot. Mit Zeichnungen von Mona Höke, Chris Hinze und Hans Scheuerecker; 2005; Auflage: 60 nummerierte und signierte Exemplare; ISBN 3-9809347-4-8
- Steve Sabor und Hans Scheuerecker: Auftrag HimmelsSturm. Gedichte 2006 mit Zeichnungen von Hans Scheuerecker; Edition Nachtlabor 2006; Auflage: 50 nummerierte und signierte Exemplare mit jeweils einem handschriftlichen Text von Stive Sabor und einem Aquarell von Hans Scheuerecker; ISBN 3-9809347-3-X
- Steve Sabor und Hans Scheuerecker: Erster Schlag. Gedichte 1995–2006 mit Zeichnungen von Hans Scheuerecker; Edition Nachtlabor 2007; Auflage: 60 nummerierte und signierte Exemplare mit jeweils einem Aquarell von Hans Scheuerecker
- Hans Scheuerecker: Abschied vom Land der Tränen. Auflage: privat
- Steve Sabor und Hans Scheuerecker: sechsundsechzig. Edition Nachtlabor 2008; Auflage: 66 Exemplare; ISBN 978-3-9811800-2-2
- Hans Scheuerecker: Königin mit Rädern untendran. Auflage: privat
- Kristian Pech: Der Heißatem, der Augenblitz. Gedichte mit 20 physiognomischen Studien von Hans Scheuerecker; Der Fabrik Verlag, Cottbus 2011; ISBN 978-3-00-034793-1
- Hans Scheuerecker und Steve Sabor: Ambivalenzen zwei. 2011 Format 50 × 30 cm; Auflage 100 Stück ISBN 978-3-00-032214-3
- Charlotte von Saewert und Hans Scheuerecker: Liebeslust und Fleischessucht. Verlag Kunst.Mission Martin Werner, Cottbus 2012. ISBN 978-3-9813681-4-7
- Steve Sabor und Hans Scheuerecker: Schattengewächse tiefdunkelroter Nacht Klammerndheimlich. Der Fabrik Verlag, Cottbus 2012. ISBN 978-3-8448-9284-0

## Auszeichnungen
- 2011: Brandenburgischer Kunstpreis (Malerei)